# 3638 Davis
3638 Davis (1984 WX) là một tiểu hành tinh vành đai chính được phát hiện ngày 20 tháng 11 năm 1984 bởi Bowell, E. ở Flagstaff (AM).